# Biblioteca nazionale della Lettonia
La biblioteca nazionale della Lettonia (Latvijas Nacionālā bibliotēka in lettone), anche nota come Castello di Luce (Gaismas pils) è un'istituzione culturale lettone situata a Riga, la capitale.
La biblioteca venne fondata nel 1919 a seguito della proclamazione della Repubblica di Lettonia nel 1918. Il primo direttore fu Jānis Misiņš, bibliotecario e fondatore della bibliografia scientifica lettone.
L'edificio attuale è opera dell'architetto Gunnar Birkerts, americano di origini lettoni. Il progetto risale al 1989 e l'edificio è stato completato e aperto al pubblico nel 2014.